# 费尔南多·埃尔南德斯
费尔南多·埃尔南德斯（西班牙語：Fernando Hernández，1973年2月24日—），西班牙男子手球运动员。他曾代表西班牙参加1996年和2004年夏季奥林匹克运动会手球比赛，其中1996年奥运会获得一枚铜牌。